# 氷上郡
- 令制国一覧 > 山陰道 > 丹波国 > 氷上郡
- 日本 > 近畿地方 > 兵庫県 > 氷上郡

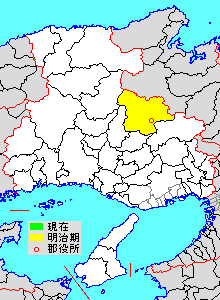
兵庫県氷上郡の位置

氷上郡（ひかみぐん）は、兵庫県（丹波国）にあった郡。

## 郡域
1879年（明治12年）に行政区画として発足した当時の郡域は、現在の丹波市にあたる。

## 歴史

### 古代

#### 郷
『和名類聚抄』に記される郡内の郷。括弧内は訓読み。
- 前山郷（佐木也末）
- 竹田郷
- 美和郷
- 春部郷（加須加倍）
- 船城郷（布奈木）
- 佐沼郷
- 伊中郷
- 賀茂郷
- 氷上郷（比加美）
- 石生郷（伊曽布）
- 余戸郷

#### 式内社
『延喜式』神名帳に記される郡内の式内社。
| 神名帳              | 神名帳              | 神名帳 | 神名帳 | 比定社   | 比定社                 | 比定社 | 集成 |
| 社名                | 読み                | 格     | 付記   | 社名     | 所在地                 | 備考   | 集成 |
| ------------------- | ------------------- | ------ | ------ | -------- | ---------------------- | ------ | ---- |
| 氷上郡 17座（並小） |                     |        |        |          |                        |        |      |
| 高座神社            | タカクラノ          | 小     |        |          | 兵庫県丹波市山南町谷川 |        |      |
| 狭宮神社            | サミヤノ            | 小     |        |          | 兵庫県丹波市山南町和田 |        |      |
| 苅野神社            | カリノノ            | 小     |        |          |                        |        |      |
| 𡶌部神社            | イソヘノ            | 小     |        | 𡶌部神社 | 兵庫県丹波市氷上町石生 |        |      |
| 知乃神社            | チノノ              | 小     | 鍬     |          |                        |        |      |
| 伊尼神社            | イネノ              | 小     |        |          |                        |        |      |
| 佐地神社            | サチノ              | 小     |        |          |                        |        |      |
| 阿陀岡神社          | アタヲカノ          | 小     |        |          |                        |        |      |
| 楯縫神社            | タテヌヒノ          | 小     |        |          |                        |        |      |
| 芹田神社            | セリタノ            | 小     |        |          |                        |        |      |
| 兵主神社            |                     | 小     |        | 兵主神社 | 兵庫県丹波市春日町黒井 |        |      |
| 新井神社            | ニヒヰノ            | 小     |        |          |                        |        |      |
| 奴奴伎神社          | ヌヌキノ            | 小     |        |          |                        |        |      |
| 蘆井神社            | イホノヰノ イホヰノ | 小     |        |          |                        |        |      |
| 加和良神社          | カワラノ            | 小     |        |          |                        |        |      |
| 伊都伎神社          | イツキノ            | 小     |        |          |                        |        |      |
| 神野神社            | カムノ              | 小     |        |          |                        |        |      |
| 凡例を表示          |                     |        |        |          |                        |        |      |

1. ↑  「いそ」は「山偏に石」。

### 近世以降の沿革
- 「旧高旧領取調帳データベース」に記載されている明治初年時点での支配は以下の通り[1]。幕府領は京都代官が管轄。（1町170村）

| 知行         | 知行                   | 村数     | 村名 |
| ------------ | ---------------------- | -------- | --- |
| 幕府領       | 幕府領                 | 5村      | 上小倉村、中村（現・丹波市山南町南中）、北山村、田路村、上田村 |
| 幕府領       | 旗本領                 | 53村     | 多田村（現・丹波市柏原町南多田）、玉巻村、青田村、岡本村（現・丹波市山南町岡本）、上滝村、南島村、谷川村、山崎村、村森村、奥村（現・丹波市市島町北奥）、福田村、草部村、前川村、梶村、小野尻村、仲間村、小野村、朝坂村、佐野村、鴨野村、大新屋村、挙田村、谷村、新郷村、三方村、中村（現・丹波市氷上町中）、下村、北田井村、小倉村、稲土村、市原村、惣持村、中佐治村、鴨内村、市部村、歌道谷村、稲塚村、中山村、松森村、野瀬谷村、上三井庄村、広瀬村、下三井庄村、小多利村、南村、上村、奥村（現・丹波市山南町奥）、戸平村、牧村、喜多村、梶原村、岩戸村、徳尾村 |
| 幕府領       | 幕府領・旗本領         | 2村      | 下滝村、岡本村（現・丹波市市島町北岡本） |
| 藩領         | 丹波柏原藩             | 1町 33村 | 柏原町、室谷村、中村（現・丹波市柏原町北中）、奥村（現・丹波市柏原町東奥）、下小倉村、金屋村、北島村、池谷村、阿草村、太田村、北和田村、母坪村、犬岡村、長野村、田中村、南田井村、井中村、御油村、沼村、栗住野村、西芦田村、檜倉村、大名草村、遠坂村、小和田村、奥塩久村、口塩久村、田井縄村、東芦田村、北野村、大崎村、坂村、野山村、古河村 |
| 藩領         | 丹波亀山藩             | 24村     | 天王村、長見村、新才村、牛河内村、山田村、黒井村、黒井芝村、黒井地下村、平松村、野村、棚原村、長谷村、中村（現・丹波市春日町東中）、柚津村、野上野村、新知村、本知村、酒梨村、乙河内村、与戸村、白毫寺村、戸坂村、多田村（現・丹波市春日町多田）、七日市村 |
| 藩領         | 上総鶴牧藩             | 15村     | 小南村、見長村、和田村、小新屋村、西谷村、片山村、五ヶ野村、坂尻村、油利村、常楽村、大稗村、文室村、小谷村、日比宇村、鹿場村 |
| 藩領         | 摂津三田藩             | 8村      | 伊佐口村、香良村、絹山村、南油良村、氷上村、氷間下村、横田村、石負村 |
| 藩領         | 近江山上藩             | 5村      | 黒田村、上成松村、大谷村、三原村、上新庄村 |
| 藩領         | 柏原藩・亀山藩         | 1村      | 石才村 |
| 藩領         | 柏原藩・鶴牧藩         | 1村      | 応地村 |
| 藩領         | 柏原藩・鶴牧藩・三田藩 | 2村      | 北油良村、桟敷村 |
| 藩領         | 柏原藩・山上藩         | 1村      | 柿芝村 |
| 藩領         | 鶴牧藩・陸奥湯長谷藩   | 1村      | 下竹田村 |
| 幕府領・藩領 | 旗本領・柏原藩         | 7村      | 井原村、岩屋村、本郷村、佐治村、山垣村、鴨坂下村、鴨坂上村 |
| 幕府領・藩領 | 旗本領・柏原藩・鶴牧藩 | 1村      | 稲畑村 |
| 幕府領・藩領 | 旗本領・亀山藩         | 1村      | 朝日村 |
| 幕府領・藩領 | 旗本領・亀山藩・鶴牧藩 | 1村      | 上竹田村 |
| 幕府領・藩領 | 旗本領・鶴牧藩         | 6村      | 大河村、小畑村、稲継村、下新庄村、小稗村、上垣村 |
| 幕府領・藩領 | 旗本領・山上藩         | 1村      | 中野村 |
| 幕府領・藩領 | 旗本領・湯長谷藩       | 1村      | 勅使村 |
| その他       | 公家萩原家領・鶴牧藩   | 1村      | 中竹田村 |

- 慶応4年
  - 2月19日（1868年3月12日） - 幕府領・旗本領が京都裁判所の管轄となる。
  - 閏4月28日（1868年6月18日） - 京都裁判所の管轄地域が久美浜県の管轄となる。
  - 仲間村の公式名称が福本村となる。
- 明治初年 - 奥村（現・丹波市山南町奥）の支村が分立して野坂村となる。（1町169村）
- 明治2年
  - 6月19日（1869年7月27日） - 丹波亀山藩が任知藩事にともない改称して亀岡藩となる。
  - 萩原家領が久美浜県の管轄となる。
- 明治4年
  - 7月14日（1871年8月29日） - 廃藩置県により、藩領が亀岡県、鶴牧県、三田県、山上県、湯長谷県の管轄となる。
  - 11月2日（1871年12月13日） - 第1次府県統合により、全域が豊岡県の管轄となる。
  - 黒井芝村・黒井地下村が黒井村に合併。（1町168村）
- 明治5年（1872年）（1町171村）
  - 大河村の支村が分立して畑内村・北太田村となる。
  - 多田村（現・丹波市柏原町南多田）が南多田村、中村（現・丹波市柏原町北中）が北中村、奥村（現・丹波市柏原町東奥）が東奥村にそれぞれ改称。
  - このころ中村（現・丹波市山南町南中）が改称して南中村となる。
- 明治7年（1874年） - 新知村・本知村が合併して多利村となる。（1町170村）
- 明治9年（1876年）8月21日 - 第2次府県統合により兵庫県の管轄となる。
- 明治10年（1877年） - 長谷村が改称して国領村となる。
- 明治11年（1878年） - このころ池谷村の支村が分立して奥野々村となる。（1町171村）
- 明治12年（1879年）（1町170村）
  - 1月8日 - 郡区町村編制法の兵庫県での施行により、行政区画としての氷上郡が発足。郡役所が柏原町に設置。
  - 中村（現・丹波市春日町東中）が東中村、岡本村（現・丹波市市島町北岡本）が北岡本村にそれぞれ改称。
  - 氷間下村が市部村に合併。
- 明治14年（1881年） - 小和田村が支村寺内村と統合して沢野村となる。
- 明治15年（1882年） - 下滝村の支村が分立して篠場村となる。（1町171村）
- 明治10年代末 - 北田井村・田中村・南田井村が合併して賀茂村となる。（1町169村）
- 明治20年（1887年）（1町167村）
  - 片山村・福本村が合併して山本村となる。
  - 長見村・天王村が合併して長王村となる。

### 町村制以降の沿革

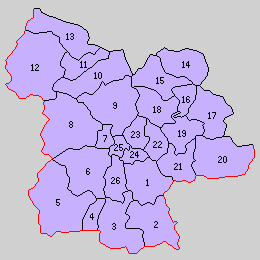
1.柏原町 2.上久下村 3.久下村 4.小川村 5.和田村 6.沼貫村 7.成松村 8.葛野村 9.油良村 10.芦田村 11.佐治村 12.神楽村 13.遠阪村 14.竹田村 15.前山村 16.吉見村 17.鴨庄村 18.美和村 19.春日部村 20.大路村 21.国領村 22.黒井村 23.船城村 24.石生村 25.本郷村 26.新井村（紫：丹波市）

- 明治22年（1889年）4月1日 - 町村制の施行により、以下の町村が発足。▲は飛地を除く。△は飛地のみ。全域が現・丹波市。（1町25村）
  - 柏原町 ← 柏原町[6]、東奥村、南多田村、上小倉村、下小倉村、北中村、室谷村、小南村、見長村
  - 上久下村 ← 阿草村、上滝村、篠場村、青田村、畑内村、北太田村、太田村、下滝村
  - 久下村 ← 大河村、南島村、谷川村、池谷村、奥野々村、玉巻村、北島村、岡本村［現・山南町岡本］、金屋村、山崎村、△岩屋村
  - 小川村 ← ▲奥村［現・山南町奥］、▲野坂村、村森村、▲井原村、▲南中村、▲岩屋村、△和田村、△前川村、△梶村、△小新屋村、△小野尻村、△小畑村、△西谷村、△山本村
  - 和田村 ← ▲前川村、▲和田村、北和田村、▲小新屋村、▲梶村、草部村、応地村、▲小野尻村、▲小畑村、▲西谷村、坂尻村、▲山本村、福田村［一部］、△岩屋村、△井原村、△奥村［上記奥村の飛地］、△野坂村、△南中村、五ヶ野村
  - 沼貫村 ← 小野村、朝坂村、油利村、佐野村、稲畑村、谷村、新郷村、福田村［一部］
  - 成松村 ← ▲柿柴町[7]、常楽村、上成松村、黒田村、犬岡村、西中村、△柿芝村
  - 葛野村 ← 下新庄村、上新庄村、下村、中村［現・氷上町中］、三方村、中野村、三原村、大谷村、長野村、▲柿芝村、△柿柴町
  - 油良村 ← 賀茂村、氷上村、南油良村、桟敷村、絹山村、香良村、伊佐口村、日比宇村、鴨内村、小谷村、沼村、御油村、井中村、北油良村
  - 芦田村 ← 田井縄村、東芦田村、栗住野村、西芦田村、口塩久村
  - 佐治村 ← 佐治村、小倉村、沢野村、奥塩久村、市原村
  - 神楽村 ← 檜倉村、大名草村、大稗村、小稗村、惣持村、文室村、稲土村
  - 遠阪村 ← 中佐治村、山垣村、遠坂村
  - 竹田村 ← 中竹田村、下竹田村
  - 前山村 ← 上竹田村[8]、徳尾村、鴨坂上村、鴨坂下村
  - 吉見村 ← 北岡本村、上垣村、上田村、梶原村
  - 鴨庄村 ← 南村、喜多村、奥村[9]、戸平村、上村、牧村、岩戸村、多利村［一部］
  - 美和村 ← 勅使村[10]、酒梨村、与戸村、乙河内村、白毫寺村、戸坂村
  - 春日部村 ← 小多利村、野上野村、多田村［現・春日町多田］、七日市村、池尾村[11]、多利村［一部］
  - 大路村 ← 松森村、広瀬村、柏野村[12]、野瀬谷村、上三井庄村、下三井庄村、中山村、鹿場村、△柚津村
  - 国領村 ← ▲柚津村、東中村、国領村、棚原村
  - 黒井村 ← 黒井村、野村、平松村、▲古河村、▲稲塚村、△山田村、△牛河内村、△新才村
  - 船城村 ← 朝日村、石才村、歌道谷村、▲坂村、野山村、長王村、▲牛河内村、▲山田村、▲新才村、△古河村、△大崎村、△北野村、△稲塚村
  - 石生村 ← 石負村、▲北野村、▲大崎村、△坂村
  - 本郷村 ← 横田村、市部村、本郷村、稲継村
  - 新井村 ← 挙田村、大新屋村、鴨野村、北山村、田路村、母坪村
- 明治24年（1891年）1月10日 - 油良村が改称して幸世村となる。
- 明治29年（1896年）7月1日 - 郡制を施行。
- 明治40年（1907年）12月1日 - 石生村・本郷村が合併して生郷村が発足。（1町24村）
- 大正元年（1912年）10月1日 - 成松村が町制施行して成松町となる。（2町23村）
- 大正10年（1921年）10月1日 - 佐治村が町制施行して佐治町となる。（3町22村）
- 大正12年（1923年）4月1日
  - 郡会が廃止。郡役所は存続。
  - 黒井村が町制施行して黒井町となる。（4町21村）
- 大正15年（1926年）7月1日 - 郡役所が廃止。以降は地域区分名称となる。
- 昭和10年（1935年）時点での当郡の面積は493.73平方km、人口は70,494人（男34,936人・女35,558人）[13]。
- 昭和30年（1955年）
  - 3月20日（5町12村）
    - 黒井町・春日部村・大路村・国領村・船城村が合併して春日町が発足。
    - 竹田村・前山村・吉見村・鴨庄村・美和村が合併して市島町が発足。

  - 4月1日 - 佐治町・芦田村・神楽村・遠阪村が合併して青垣町が発足。（5町9村）
  - 7月21日 - 上久下村・久下村・小川村が合併して山南町が発足。（6町6村）
  - 7月23日 - 成松町・沼貫村・葛野村・幸世村・生郷村が合併して氷上町が発足。（6町2村）
  - 10月1日 - 柏原町・新井村が合併し、改めて柏原町が発足。（6町1村）
- 昭和32年（1957年）3月31日 - 山南町・和田村が合併し、改めて山南町が発足。（6町）
- 平成16年（2004年）11月1日 - 柏原町・氷上町・青垣町・春日町・山南町・市島町が合併して丹波市が発足。同日氷上郡消滅。

### 変遷表
- 飛地については省略した。

| 明治22年以前    | 明治22年以前                | 明治22年以前                | 明治22年 4月1日 町村制施行 | 明治22年 - 昭和20年         | 昭和21年 - 昭和64年    | 平成元年 - 現在        | 現在   |
| --------------- | --------------------------- | --------------------------- | -------------------------- | --------------------------- | ---------------------- | ---------------------- | ------ |
| 柏原町          | 柏原町                      | 柏原町                      | 柏原町                     | 柏原町                      | 昭和30年10月1日 柏原町 | 平成16年11月1日 丹波市 | 丹波市 |
| 奥村            | 明治5年 改称 東奥村         | 明治5年 改称 東奥村         | 柏原町                     | 柏原町                      | 昭和30年10月1日 柏原町 | 平成16年11月1日 丹波市 | 丹波市 |
| 多田村          | 明治5年 改称 南多田村       | 明治5年 改称 南多田村       | 柏原町                     | 柏原町                      | 昭和30年10月1日 柏原町 | 平成16年11月1日 丹波市 | 丹波市 |
| 上小倉村        |                             |                             | 柏原町                     | 柏原町                      | 昭和30年10月1日 柏原町 | 平成16年11月1日 丹波市 | 丹波市 |
| 下小倉村        |                             |                             | 柏原町                     | 柏原町                      | 昭和30年10月1日 柏原町 | 平成16年11月1日 丹波市 | 丹波市 |
| 中村            | 明治5年 改称 北中村         | 明治5年 改称 北中村         | 柏原町                     | 柏原町                      | 昭和30年10月1日 柏原町 | 平成16年11月1日 丹波市 | 丹波市 |
| 室谷村          |                             |                             | 柏原町                     | 柏原町                      | 昭和30年10月1日 柏原町 | 平成16年11月1日 丹波市 | 丹波市 |
| 小南村          |                             |                             | 柏原町                     | 柏原町                      | 昭和30年10月1日 柏原町 | 平成16年11月1日 丹波市 | 丹波市 |
| 見長村          |                             |                             | 柏原町                     | 柏原町                      | 昭和30年10月1日 柏原町 | 平成16年11月1日 丹波市 | 丹波市 |
| 挙田村          | 挙田村                      | 挙田村                      | 新井村                     | 新井村                      | 昭和30年10月1日 柏原町 | 平成16年11月1日 丹波市 | 丹波市 |
| 大新屋村        |                             |                             | 新井村                     | 新井村                      | 昭和30年10月1日 柏原町 | 平成16年11月1日 丹波市 | 丹波市 |
| 鴨野村          |                             |                             | 新井村                     | 新井村                      | 昭和30年10月1日 柏原町 | 平成16年11月1日 丹波市 | 丹波市 |
| 北山村          |                             |                             | 新井村                     | 新井村                      | 昭和30年10月1日 柏原町 | 平成16年11月1日 丹波市 | 丹波市 |
| 田路村          |                             |                             | 新井村                     | 新井村                      | 昭和30年10月1日 柏原町 | 平成16年11月1日 丹波市 | 丹波市 |
| 母坪村          |                             |                             | 新井村                     | 新井村                      | 昭和30年10月1日 柏原町 | 平成16年11月1日 丹波市 | 丹波市 |
| 阿草村          | 阿草村                      | 阿草村                      | 上久下村                   | 上久下村                    | 昭和30年7月21日 山南町 | 平成16年11月1日 丹波市 | 丹波市 |
| 上滝村          |                             |                             | 上久下村                   | 上久下村                    | 昭和30年7月21日 山南町 | 平成16年11月1日 丹波市 | 丹波市 |
| 下滝村          | 下滝村                      | 下滝村                      | 上久下村                   | 上久下村                    | 昭和30年7月21日 山南町 | 平成16年11月1日 丹波市 | 丹波市 |
| 下滝村          | 明治15年 分立 篠場村        |                             | 上久下村                   | 上久下村                    | 昭和30年7月21日 山南町 | 平成16年11月1日 丹波市 | 丹波市 |
| 青田村          |                             |                             | 上久下村                   | 上久下村                    | 昭和30年7月21日 山南町 | 平成16年11月1日 丹波市 | 丹波市 |
| 太田村          |                             |                             | 上久下村                   | 上久下村                    | 昭和30年7月21日 山南町 | 平成16年11月1日 丹波市 | 丹波市 |
| 大河村          | 明治5年 分立 畑内村         | 明治5年 分立 畑内村         | 上久下村                   | 上久下村                    | 昭和30年7月21日 山南町 | 平成16年11月1日 丹波市 | 丹波市 |
| 大河村          | 明治5年 分立 北太田村       |                             | 上久下村                   | 上久下村                    | 昭和30年7月21日 山南町 | 平成16年11月1日 丹波市 | 丹波市 |
| 大河村          | 大河村                      | 大河村                      | 久下村                     | 久下村                      | 昭和30年7月21日 山南町 | 平成16年11月1日 丹波市 | 丹波市 |
| 南島村          |                             |                             | 久下村                     | 久下村                      | 昭和30年7月21日 山南町 | 平成16年11月1日 丹波市 | 丹波市 |
| 谷川村          |                             |                             | 久下村                     | 久下村                      | 昭和30年7月21日 山南町 | 平成16年11月1日 丹波市 | 丹波市 |
| 池谷村          | 池谷村                      | 池谷村                      | 久下村                     | 久下村                      | 昭和30年7月21日 山南町 | 平成16年11月1日 丹波市 | 丹波市 |
| 池谷村          | 明治11年 分立 奥野々村      |                             | 久下村                     | 久下村                      | 昭和30年7月21日 山南町 | 平成16年11月1日 丹波市 | 丹波市 |
| 玉巻村          |                             |                             | 久下村                     | 久下村                      | 昭和30年7月21日 山南町 | 平成16年11月1日 丹波市 | 丹波市 |
| 北島村          |                             |                             | 久下村                     | 久下村                      | 昭和30年7月21日 山南町 | 平成16年11月1日 丹波市 | 丹波市 |
| 岡本村          |                             |                             | 久下村                     | 久下村                      | 昭和30年7月21日 山南町 | 平成16年11月1日 丹波市 | 丹波市 |
| 金屋村          |                             |                             | 久下村                     | 久下村                      | 昭和30年7月21日 山南町 | 平成16年11月1日 丹波市 | 丹波市 |
| 山崎村          |                             |                             | 久下村                     | 久下村                      | 昭和30年7月21日 山南町 | 平成16年11月1日 丹波市 | 丹波市 |
| 奥村            | 奥村                        | 奥村                        | 小川村                     | 小川村                      | 昭和30年7月21日 山南町 | 平成16年11月1日 丹波市 | 丹波市 |
| 奥村            | 明治初年 分立 野坂村        |                             | 小川村                     | 小川村                      | 昭和30年7月21日 山南町 | 平成16年11月1日 丹波市 | 丹波市 |
| 村森村          |                             |                             | 小川村                     | 小川村                      | 昭和30年7月21日 山南町 | 平成16年11月1日 丹波市 | 丹波市 |
| 井原村          |                             |                             | 小川村                     | 小川村                      | 昭和30年7月21日 山南町 | 平成16年11月1日 丹波市 | 丹波市 |
| 中村            | 明治5年頃 改称 南中村       | 明治5年頃 改称 南中村       | 小川村                     | 小川村                      | 昭和30年7月21日 山南町 | 平成16年11月1日 丹波市 | 丹波市 |
| 岩屋村          |                             |                             | 小川村                     | 小川村                      | 昭和30年7月21日 山南町 | 平成16年11月1日 丹波市 | 丹波市 |
| 前川村          | 前川村                      | 前川村                      | 和田村                     | 和田村                      | 昭和30年7月21日 山南町 | 平成16年11月1日 丹波市 | 丹波市 |
| 和田村          |                             |                             | 和田村                     | 和田村                      | 昭和30年7月21日 山南町 | 平成16年11月1日 丹波市 | 丹波市 |
| 北和田村        |                             |                             | 和田村                     | 和田村                      | 昭和30年7月21日 山南町 | 平成16年11月1日 丹波市 | 丹波市 |
| 小新屋村        |                             |                             | 和田村                     | 和田村                      | 昭和30年7月21日 山南町 | 平成16年11月1日 丹波市 | 丹波市 |
| 梶村            |                             |                             | 和田村                     | 和田村                      | 昭和30年7月21日 山南町 | 平成16年11月1日 丹波市 | 丹波市 |
| 草部村          |                             |                             | 和田村                     | 和田村                      | 昭和30年7月21日 山南町 | 平成16年11月1日 丹波市 | 丹波市 |
| 応地村          |                             |                             | 和田村                     | 和田村                      | 昭和30年7月21日 山南町 | 平成16年11月1日 丹波市 | 丹波市 |
| 小野尻村        |                             |                             | 和田村                     | 和田村                      | 昭和30年7月21日 山南町 | 平成16年11月1日 丹波市 | 丹波市 |
| 小畑村          |                             |                             | 和田村                     | 和田村                      | 昭和30年7月21日 山南町 | 平成16年11月1日 丹波市 | 丹波市 |
| 西谷村          |                             |                             | 和田村                     | 和田村                      | 昭和30年7月21日 山南町 | 平成16年11月1日 丹波市 | 丹波市 |
| 坂尻村          |                             |                             | 和田村                     | 和田村                      | 昭和30年7月21日 山南町 | 平成16年11月1日 丹波市 | 丹波市 |
| 片山村          | 明治20年 山本村             | 明治20年 山本村             | 和田村                     | 和田村                      | 昭和30年7月21日 山南町 | 平成16年11月1日 丹波市 | 丹波市 |
| 福本村          | 明治20年 山本村             | 明治20年 山本村             | 和田村                     | 和田村                      | 昭和30年7月21日 山南町 | 平成16年11月1日 丹波市 | 丹波市 |
| 福田村          | 福田村                      | 一部                        | 和田村                     | 和田村                      | 昭和30年7月21日 山南町 | 平成16年11月1日 丹波市 | 丹波市 |
| 福田村          | 福田村                      | 一部                        | 沼貫村                     | 沼貫村                      | 昭和30年7月23日 氷上町 | 平成16年11月1日 丹波市 | 丹波市 |
| 小野村          |                             |                             | 沼貫村                     | 沼貫村                      | 昭和30年7月23日 氷上町 | 平成16年11月1日 丹波市 | 丹波市 |
| 朝坂村          |                             |                             | 沼貫村                     | 沼貫村                      | 昭和30年7月23日 氷上町 | 平成16年11月1日 丹波市 | 丹波市 |
| 油利村          |                             |                             | 沼貫村                     | 沼貫村                      | 昭和30年7月23日 氷上町 | 平成16年11月1日 丹波市 | 丹波市 |
| 佐野村          |                             |                             | 沼貫村                     | 沼貫村                      | 昭和30年7月23日 氷上町 | 平成16年11月1日 丹波市 | 丹波市 |
| 稲畑村          |                             |                             | 沼貫村                     | 沼貫村                      | 昭和30年7月23日 氷上町 | 平成16年11月1日 丹波市 | 丹波市 |
| 谷村            |                             |                             | 沼貫村                     | 沼貫村                      | 昭和30年7月23日 氷上町 | 平成16年11月1日 丹波市 | 丹波市 |
| 新郷村          |                             |                             | 沼貫村                     | 沼貫村                      | 昭和30年7月23日 氷上町 | 平成16年11月1日 丹波市 | 丹波市 |
| 柿芝村          | 柿芝村                      | 柿芝村                      | 成松村                     | 大正元年10月1日 町制 成松町 | 昭和30年7月23日 氷上町 | 平成16年11月1日 丹波市 | 丹波市 |
| 常楽村          |                             |                             | 成松村                     | 大正元年10月1日 町制 成松町 | 昭和30年7月23日 氷上町 | 平成16年11月1日 丹波市 | 丹波市 |
| 上成松村        |                             |                             | 成松村                     | 大正元年10月1日 町制 成松町 | 昭和30年7月23日 氷上町 | 平成16年11月1日 丹波市 | 丹波市 |
| 黒田村          |                             |                             | 成松村                     | 大正元年10月1日 町制 成松町 | 昭和30年7月23日 氷上町 | 平成16年11月1日 丹波市 | 丹波市 |
| 犬岡村          |                             |                             | 成松村                     | 大正元年10月1日 町制 成松町 | 昭和30年7月23日 氷上町 | 平成16年11月1日 丹波市 | 丹波市 |
| 西中村          |                             |                             | 成松村                     | 大正元年10月1日 町制 成松町 | 昭和30年7月23日 氷上町 | 平成16年11月1日 丹波市 | 丹波市 |
| 下新庄村        | 下新庄村                    | 下新庄村                    | 葛野村                     | 葛野村                      | 昭和30年7月23日 氷上町 | 平成16年11月1日 丹波市 | 丹波市 |
| 上新庄村        |                             |                             | 葛野村                     | 葛野村                      | 昭和30年7月23日 氷上町 | 平成16年11月1日 丹波市 | 丹波市 |
| 下村            |                             |                             | 葛野村                     | 葛野村                      | 昭和30年7月23日 氷上町 | 平成16年11月1日 丹波市 | 丹波市 |
| 中村            |                             |                             | 葛野村                     | 葛野村                      | 昭和30年7月23日 氷上町 | 平成16年11月1日 丹波市 | 丹波市 |
| 三方村          |                             |                             | 葛野村                     | 葛野村                      | 昭和30年7月23日 氷上町 | 平成16年11月1日 丹波市 | 丹波市 |
| 中野村          |                             |                             | 葛野村                     | 葛野村                      | 昭和30年7月23日 氷上町 | 平成16年11月1日 丹波市 | 丹波市 |
| 三原村          |                             |                             | 葛野村                     | 葛野村                      | 昭和30年7月23日 氷上町 | 平成16年11月1日 丹波市 | 丹波市 |
| 大谷村          |                             |                             | 葛野村                     | 葛野村                      | 昭和30年7月23日 氷上町 | 平成16年11月1日 丹波市 | 丹波市 |
| 長野村          |                             |                             | 葛野村                     | 葛野村                      | 昭和30年7月23日 氷上町 | 平成16年11月1日 丹波市 | 丹波市 |
| 石負村          | 石負村                      | 石負村                      | 石生村                     | 明治40年12月1日 生郷村      | 昭和30年7月23日 氷上町 | 平成16年11月1日 丹波市 | 丹波市 |
| 北野村          |                             |                             | 石生村                     | 明治40年12月1日 生郷村      | 昭和30年7月23日 氷上町 | 平成16年11月1日 丹波市 | 丹波市 |
| 大崎村          |                             |                             | 石生村                     | 明治40年12月1日 生郷村      | 昭和30年7月23日 氷上町 | 平成16年11月1日 丹波市 | 丹波市 |
| 横田村          | 横田村                      | 横田村                      | 本郷村                     | 明治40年12月1日 生郷村      | 昭和30年7月23日 氷上町 | 平成16年11月1日 丹波市 | 丹波市 |
| 市部村          |                             |                             | 本郷村                     | 明治40年12月1日 生郷村      | 昭和30年7月23日 氷上町 | 平成16年11月1日 丹波市 | 丹波市 |
| 氷間下村        | 明治12年 市部村に合併       | 明治12年 市部村に合併       | 本郷村                     | 明治40年12月1日 生郷村      | 昭和30年7月23日 氷上町 | 平成16年11月1日 丹波市 | 丹波市 |
| 本郷村          |                             |                             | 本郷村                     | 明治40年12月1日 生郷村      | 昭和30年7月23日 氷上町 | 平成16年11月1日 丹波市 | 丹波市 |
| 稲継村          |                             |                             | 本郷村                     | 明治40年12月1日 生郷村      | 昭和30年7月23日 氷上町 | 平成16年11月1日 丹波市 | 丹波市 |
| 北田井村        | 明治10年代末 賀茂村         | 明治10年代末 賀茂村         | 油良村                     | 明治24年1月10日 改称 幸世村 | 昭和30年7月23日 氷上町 | 平成16年11月1日 丹波市 | 丹波市 |
| 田中村          | 明治10年代末 賀茂村         | 明治10年代末 賀茂村         | 油良村                     | 明治24年1月10日 改称 幸世村 | 昭和30年7月23日 氷上町 | 平成16年11月1日 丹波市 | 丹波市 |
| 南田井村        | 明治10年代末 賀茂村         | 明治10年代末 賀茂村         | 油良村                     | 明治24年1月10日 改称 幸世村 | 昭和30年7月23日 氷上町 | 平成16年11月1日 丹波市 | 丹波市 |
| 氷上村          |                             |                             | 油良村                     | 明治24年1月10日 改称 幸世村 | 昭和30年7月23日 氷上町 | 平成16年11月1日 丹波市 | 丹波市 |
| 南油良村        |                             |                             | 油良村                     | 明治24年1月10日 改称 幸世村 | 昭和30年7月23日 氷上町 | 平成16年11月1日 丹波市 | 丹波市 |
| 桟敷村          |                             |                             | 油良村                     | 明治24年1月10日 改称 幸世村 | 昭和30年7月23日 氷上町 | 平成16年11月1日 丹波市 | 丹波市 |
| 絹山村          |                             |                             | 油良村                     | 明治24年1月10日 改称 幸世村 | 昭和30年7月23日 氷上町 | 平成16年11月1日 丹波市 | 丹波市 |
| 香良村          |                             |                             | 油良村                     | 明治24年1月10日 改称 幸世村 | 昭和30年7月23日 氷上町 | 平成16年11月1日 丹波市 | 丹波市 |
| 伊佐口村        |                             |                             | 油良村                     | 明治24年1月10日 改称 幸世村 | 昭和30年7月23日 氷上町 | 平成16年11月1日 丹波市 | 丹波市 |
| 日比宇村        |                             |                             | 油良村                     | 明治24年1月10日 改称 幸世村 | 昭和30年7月23日 氷上町 | 平成16年11月1日 丹波市 | 丹波市 |
| 鴨内村          |                             |                             | 油良村                     | 明治24年1月10日 改称 幸世村 | 昭和30年7月23日 氷上町 | 平成16年11月1日 丹波市 | 丹波市 |
| 小谷村          |                             |                             | 油良村                     | 明治24年1月10日 改称 幸世村 | 昭和30年7月23日 氷上町 | 平成16年11月1日 丹波市 | 丹波市 |
| 沼村            |                             |                             | 油良村                     | 明治24年1月10日 改称 幸世村 | 昭和30年7月23日 氷上町 | 平成16年11月1日 丹波市 | 丹波市 |
| 御油村          |                             |                             | 油良村                     | 明治24年1月10日 改称 幸世村 | 昭和30年7月23日 氷上町 | 平成16年11月1日 丹波市 | 丹波市 |
| 井中村          |                             |                             | 油良村                     | 明治24年1月10日 改称 幸世村 | 昭和30年7月23日 氷上町 | 平成16年11月1日 丹波市 | 丹波市 |
| 北油良村        |                             |                             | 油良村                     | 明治24年1月10日 改称 幸世村 | 昭和30年7月23日 氷上町 | 平成16年11月1日 丹波市 | 丹波市 |
| 田井縄村        | 田井縄村                    | 田井縄村                    | 芦田村                     | 芦田村                      | 昭和30年4月1日 青垣町  | 平成16年11月1日 丹波市 | 丹波市 |
| 東芦田村        |                             |                             | 芦田村                     | 芦田村                      | 昭和30年4月1日 青垣町  | 平成16年11月1日 丹波市 | 丹波市 |
| 栗住野村        |                             |                             | 芦田村                     | 芦田村                      | 昭和30年4月1日 青垣町  | 平成16年11月1日 丹波市 | 丹波市 |
| 西芦田村        |                             |                             | 芦田村                     | 芦田村                      | 昭和30年4月1日 青垣町  | 平成16年11月1日 丹波市 | 丹波市 |
| 口塩久村        |                             |                             | 芦田村                     | 芦田村                      | 昭和30年4月1日 青垣町  | 平成16年11月1日 丹波市 | 丹波市 |
| 佐治村          | 佐治村                      | 佐治村                      | 佐治村                     | 大正10年10月1日 町制 佐冶町 | 昭和30年4月1日 青垣町  | 平成16年11月1日 丹波市 | 丹波市 |
| 小倉村          |                             |                             | 佐治村                     | 大正10年10月1日 町制 佐冶町 | 昭和30年4月1日 青垣町  | 平成16年11月1日 丹波市 | 丹波市 |
| 小和田村 寺内村 | 明治14年 沢野村             | 明治14年 沢野村             | 佐治村                     | 大正10年10月1日 町制 佐冶町 | 昭和30年4月1日 青垣町  | 平成16年11月1日 丹波市 | 丹波市 |
| 奥塩久村        |                             |                             | 佐治村                     | 大正10年10月1日 町制 佐冶町 | 昭和30年4月1日 青垣町  | 平成16年11月1日 丹波市 | 丹波市 |
| 市原村          |                             |                             | 佐治村                     | 大正10年10月1日 町制 佐冶町 | 昭和30年4月1日 青垣町  | 平成16年11月1日 丹波市 | 丹波市 |
| 檜倉村          | 檜倉村                      | 檜倉村                      | 神楽村                     | 神楽村                      | 昭和30年4月1日 青垣町  | 平成16年11月1日 丹波市 | 丹波市 |
| 大名草村        |                             |                             | 神楽村                     | 神楽村                      | 昭和30年4月1日 青垣町  | 平成16年11月1日 丹波市 | 丹波市 |
| 大稗村          |                             |                             | 神楽村                     | 神楽村                      | 昭和30年4月1日 青垣町  | 平成16年11月1日 丹波市 | 丹波市 |
| 小稗村          |                             |                             | 神楽村                     | 神楽村                      | 昭和30年4月1日 青垣町  | 平成16年11月1日 丹波市 | 丹波市 |
| 惣持村          |                             |                             | 神楽村                     | 神楽村                      | 昭和30年4月1日 青垣町  | 平成16年11月1日 丹波市 | 丹波市 |
| 文室村          |                             |                             | 神楽村                     | 神楽村                      | 昭和30年4月1日 青垣町  | 平成16年11月1日 丹波市 | 丹波市 |
| 稲土村          |                             |                             | 神楽村                     | 神楽村                      | 昭和30年4月1日 青垣町  | 平成16年11月1日 丹波市 | 丹波市 |
| 中佐治村        | 中佐治村                    | 中佐治村                    | 遠阪村                     | 遠阪村                      | 昭和30年4月1日 青垣町  | 平成16年11月1日 丹波市 | 丹波市 |
| 山垣村          |                             |                             | 遠阪村                     | 遠阪村                      | 昭和30年4月1日 青垣町  | 平成16年11月1日 丹波市 | 丹波市 |
| 遠坂村          |                             |                             | 遠阪村                     | 遠阪村                      | 昭和30年4月1日 青垣町  | 平成16年11月1日 丹波市 | 丹波市 |
| 中竹田村        | 中竹田村                    | 中竹田村                    | 竹田村                     | 竹田村                      | 昭和30年3月20日 市島町 | 平成16年11月1日 丹波市 | 丹波市 |
| 下竹田村        |                             |                             | 竹田村                     | 竹田村                      | 昭和30年3月20日 市島町 | 平成16年11月1日 丹波市 | 丹波市 |
| 上竹田村        | 上竹田村                    | 上竹田村                    | 前山村                     | 前山村                      | 昭和30年3月20日 市島町 | 平成16年11月1日 丹波市 | 丹波市 |
| 徳尾村          |                             |                             | 前山村                     | 前山村                      | 昭和30年3月20日 市島町 | 平成16年11月1日 丹波市 | 丹波市 |
| 鴨坂上村        |                             |                             | 前山村                     | 前山村                      | 昭和30年3月20日 市島町 | 平成16年11月1日 丹波市 | 丹波市 |
| 鴨坂下村        |                             |                             | 前山村                     | 前山村                      | 昭和30年3月20日 市島町 | 平成16年11月1日 丹波市 | 丹波市 |
| 岡本村          | 明治12年 改称 北岡本村      | 明治12年 改称 北岡本村      | 吉見村                     | 吉見村                      | 昭和30年3月20日 市島町 | 平成16年11月1日 丹波市 | 丹波市 |
| 上垣村          |                             |                             | 吉見村                     | 吉見村                      | 昭和30年3月20日 市島町 | 平成16年11月1日 丹波市 | 丹波市 |
| 上田村          |                             |                             | 吉見村                     | 吉見村                      | 昭和30年3月20日 市島町 | 平成16年11月1日 丹波市 | 丹波市 |
| 梶原村          |                             |                             | 吉見村                     | 吉見村                      | 昭和30年3月20日 市島町 | 平成16年11月1日 丹波市 | 丹波市 |
| 勅使村          | 勅使村                      | 勅使村                      | 美和村                     | 美和村                      | 昭和30年3月20日 市島町 | 平成16年11月1日 丹波市 | 丹波市 |
| 酒梨村          |                             |                             | 美和村                     | 美和村                      | 昭和30年3月20日 市島町 | 平成16年11月1日 丹波市 | 丹波市 |
| 与戸村          |                             |                             | 美和村                     | 美和村                      | 昭和30年3月20日 市島町 | 平成16年11月1日 丹波市 | 丹波市 |
| 乙河内村        |                             |                             | 美和村                     | 美和村                      | 昭和30年3月20日 市島町 | 平成16年11月1日 丹波市 | 丹波市 |
| 白毫寺村        |                             |                             | 美和村                     | 美和村                      | 昭和30年3月20日 市島町 | 平成16年11月1日 丹波市 | 丹波市 |
| 戸坂村          |                             |                             | 美和村                     | 美和村                      | 昭和30年3月20日 市島町 | 平成16年11月1日 丹波市 | 丹波市 |
| 南村            | 南村                        | 南村                        | 鴨庄村                     | 鴨庄村                      | 昭和30年3月20日 市島町 | 平成16年11月1日 丹波市 | 丹波市 |
| 喜多村          |                             |                             | 鴨庄村                     | 鴨庄村                      | 昭和30年3月20日 市島町 | 平成16年11月1日 丹波市 | 丹波市 |
| 奥村            |                             |                             | 鴨庄村                     | 鴨庄村                      | 昭和30年3月20日 市島町 | 平成16年11月1日 丹波市 | 丹波市 |
| 戸平村          |                             |                             | 鴨庄村                     | 鴨庄村                      | 昭和30年3月20日 市島町 | 平成16年11月1日 丹波市 | 丹波市 |
| 上村            |                             |                             | 鴨庄村                     | 鴨庄村                      | 昭和30年3月20日 市島町 | 平成16年11月1日 丹波市 | 丹波市 |
| 牧村            |                             |                             | 鴨庄村                     | 鴨庄村                      | 昭和30年3月20日 市島町 | 平成16年11月1日 丹波市 | 丹波市 |
| 岩戸村          |                             |                             | 鴨庄村                     | 鴨庄村                      | 昭和30年3月20日 市島町 | 平成16年11月1日 丹波市 | 丹波市 |
| 本知村 新知村   | 明治7年 多利村              | 一部                        | 鴨庄村                     | 鴨庄村                      | 昭和30年3月20日 市島町 | 平成16年11月1日 丹波市 | 丹波市 |
| 本知村 新知村   | 明治7年 多利村              | 一部                        | 春日部村                   | 春日部村                    | 昭和30年3月20日 春日町 | 平成16年11月1日 丹波市 | 丹波市 |
| 野上野村        |                             |                             | 春日部村                   | 春日部村                    | 昭和30年3月20日 春日町 | 平成16年11月1日 丹波市 | 丹波市 |
| 多田村          |                             |                             | 春日部村                   | 春日部村                    | 昭和30年3月20日 春日町 | 平成16年11月1日 丹波市 | 丹波市 |
| 七日市村        |                             |                             | 春日部村                   | 春日部村                    | 昭和30年3月20日 春日町 | 平成16年11月1日 丹波市 | 丹波市 |
| 小多利村 池尾村 |                             |                             | 春日部村                   | 春日部村                    | 昭和30年3月20日 春日町 | 平成16年11月1日 丹波市 | 丹波市 |
| 松森村          | 松森村                      | 松森村                      | 大路村                     | 大路村                      | 昭和30年3月20日 春日町 | 平成16年11月1日 丹波市 | 丹波市 |
| 広瀬村          |                             |                             | 大路村                     | 大路村                      | 昭和30年3月20日 春日町 | 平成16年11月1日 丹波市 | 丹波市 |
| 野瀬谷村 柏野村 |                             |                             | 大路村                     | 大路村                      | 昭和30年3月20日 春日町 | 平成16年11月1日 丹波市 | 丹波市 |
| 上三井庄村      |                             |                             | 大路村                     | 大路村                      | 昭和30年3月20日 春日町 | 平成16年11月1日 丹波市 | 丹波市 |
| 下三井庄村      |                             |                             | 大路村                     | 大路村                      | 昭和30年3月20日 春日町 | 平成16年11月1日 丹波市 | 丹波市 |
| 中山村          |                             |                             | 大路村                     | 大路村                      | 昭和30年3月20日 春日町 | 平成16年11月1日 丹波市 | 丹波市 |
| 鹿場村          |                             |                             | 大路村                     | 大路村                      | 昭和30年3月20日 春日町 | 平成16年11月1日 丹波市 | 丹波市 |
| 柚津村          | 柚津村                      | 柚津村                      | 国領村                     | 国領村                      | 昭和30年3月20日 春日町 | 平成16年11月1日 丹波市 | 丹波市 |
| 中村            | 明治10年 改称 東中村        | 明治10年 改称 東中村        | 国領村                     | 国領村                      | 昭和30年3月20日 春日町 | 平成16年11月1日 丹波市 | 丹波市 |
| 長谷村          | 明治12年 改称 国領村        | 明治12年 改称 国領村        | 国領村                     | 国領村                      | 昭和30年3月20日 春日町 | 平成16年11月1日 丹波市 | 丹波市 |
| 棚原村          |                             |                             | 国領村                     | 国領村                      | 昭和30年3月20日 春日町 | 平成16年11月1日 丹波市 | 丹波市 |
| 黒井村          | 黒井村                      | 黒井村                      | 黒井村                     | 大正12年4月1日 町制 黒井町  | 昭和30年3月20日 春日町 | 平成16年11月1日 丹波市 | 丹波市 |
| 黒井芝村        | 明治4年11月2日 黒井村に合併 | 明治4年11月2日 黒井村に合併 | 黒井村                     | 大正12年4月1日 町制 黒井町  | 昭和30年3月20日 春日町 | 平成16年11月1日 丹波市 | 丹波市 |
| 黒井地下村      | 明治4年11月2日 黒井村に合併 | 明治4年11月2日 黒井村に合併 | 黒井村                     | 大正12年4月1日 町制 黒井町  | 昭和30年3月20日 春日町 | 平成16年11月1日 丹波市 | 丹波市 |
| 野村            |                             |                             | 黒井村                     | 大正12年4月1日 町制 黒井町  | 昭和30年3月20日 春日町 | 平成16年11月1日 丹波市 | 丹波市 |
| 平松村          |                             |                             | 黒井村                     | 大正12年4月1日 町制 黒井町  | 昭和30年3月20日 春日町 | 平成16年11月1日 丹波市 | 丹波市 |
| 古河村          |                             |                             | 黒井村                     | 大正12年4月1日 町制 黒井町  | 昭和30年3月20日 春日町 | 平成16年11月1日 丹波市 | 丹波市 |
| 稲塚村          |                             |                             | 黒井村                     | 大正12年4月1日 町制 黒井町  | 昭和30年3月20日 春日町 | 平成16年11月1日 丹波市 | 丹波市 |
| 朝日村          | 朝日村                      | 朝日村                      | 船城村                     | 船城村                      | 昭和30年3月20日 春日町 | 平成16年11月1日 丹波市 | 丹波市 |
| 石才村          |                             |                             | 船城村                     | 船城村                      | 昭和30年3月20日 春日町 | 平成16年11月1日 丹波市 | 丹波市 |
| 歌道谷村        |                             |                             | 船城村                     | 船城村                      | 昭和30年3月20日 春日町 | 平成16年11月1日 丹波市 | 丹波市 |
| 坂村            |                             |                             | 船城村                     | 船城村                      | 昭和30年3月20日 春日町 | 平成16年11月1日 丹波市 | 丹波市 |
| 野山村          |                             |                             | 船城村                     | 船城村                      | 昭和30年3月20日 春日町 | 平成16年11月1日 丹波市 | 丹波市 |
| 長見村          | 明治20年 長王村             | 明治20年 長王村             | 船城村                     | 船城村                      | 昭和30年3月20日 春日町 | 平成16年11月1日 丹波市 | 丹波市 |
| 天王村          | 明治20年 長王村             | 明治20年 長王村             | 船城村                     | 船城村                      | 昭和30年3月20日 春日町 | 平成16年11月1日 丹波市 | 丹波市 |
| 牛河内村        |                             |                             | 船城村                     | 船城村                      | 昭和30年3月20日 春日町 | 平成16年11月1日 丹波市 | 丹波市 |
| 山田村          |                             |                             | 船城村                     | 船城村                      | 昭和30年3月20日 春日町 | 平成16年11月1日 丹波市 | 丹波市 |
| 新才村          |                             |                             | 船城村                     | 船城村                      | 昭和30年3月20日 春日町 | 平成16年11月1日 丹波市 | 丹波市 |

## 行政
歴代郡長
| 代 | 氏名     | 就任年月日               | 退任年月日                | 備考                   |
| -- | -------- | ------------------------ | ------------------------- | ---------------------- |
| 1  |          | 明治12年（1879年）1月8日 |                           |                        |
|    | 三吉笑吾 |                          | 明治41年（1908年）11月7日 |                        |
|    |          |                          | 大正15年（1926年）6月30日 | 郡役所廃止により、廃官 |